# Katerynka
Katerynka (ukrainisch Катеринка; russisch Катеринка Katerinka, rumänisch Katerînka) ist ein Dorf im Nordwesten der ukrainischen Oblast Mykolajiw mit etwa 900 Einwohnern (2001).
Das erstmals 1500 schriftlich erwähnte Dorf gehört administrativ zur Landgemeinde Kamjanyj Mist (Кам’яномостівська сільська рада Kamjanomostiwska silska rada) im Zentrum des Rajon Perwomajsk.
Die Ortschaft liegt auf einer Höhe von 77 m am Ufer der Kodyma, einem etwa 150 km langen, rechten Nebenfluss des Südlichen Bugs, 2 1⁄2 km nördlich vom Gemeindezentrum, der Ansiedlung Kamjanyj Mist (Кам'яний Міст); etwa 20 km südwestlich vom Rajonzentrum Perwomajsk und etwa 160 km nordwestlich vom Oblastzentrum Mykolajiw. 
Vier Kilometer südlich vom Dorf verläuft, bei Kamjanyj Mist, die Fernstraße M 13 E 584.

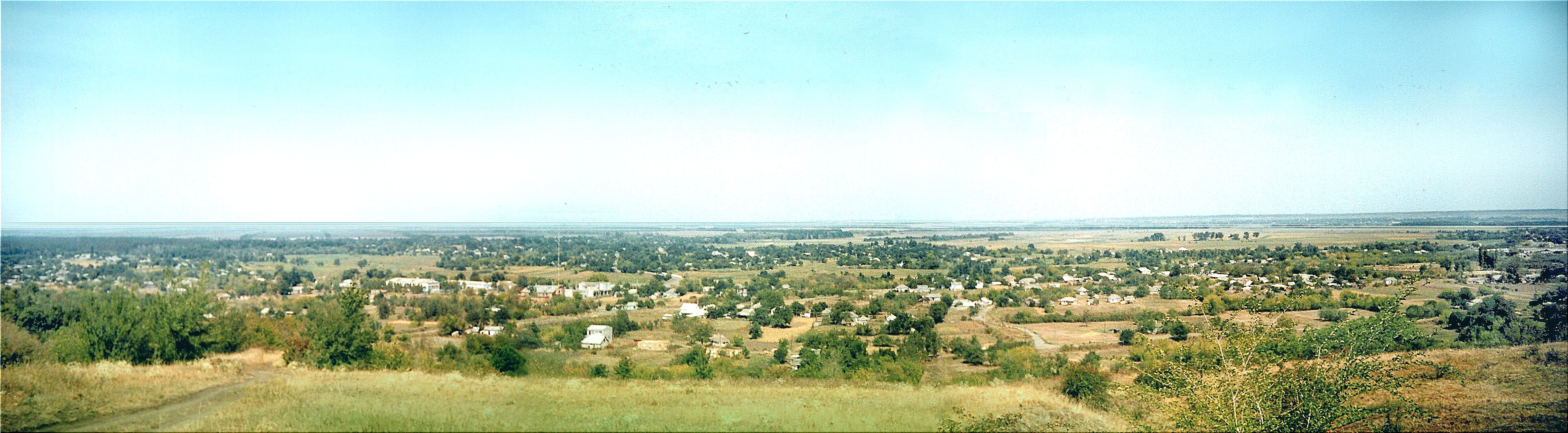
Dorfpanorama 2008